# Marta Popivoda
Marta Popivoda (Belgrad, Iugoslàvia, 1982) és realitzadora de cinema i vídeo i treballadora de la cultura a Berlín i Belgrad. El seu treball artístic i cultural es caracteritza per dos aspectes principals, d'una banda la composició i estructura de poder discursiu del món artístic contemporani, i de l'altre l'espai cultural i polític iugoslau, tant en termes de revisió històrica com de construcció de l'actualitat. Aquestes dues preocupacions estan connectades a la idea socialista de l'artista com a enginyera social que pretén intervenir en la realitat social des de l'art i la cultura. Ha estat membre de l'editorial col·lectiva TkH WalkingTheory, una plataforma teòric-artística de Belgrad en la que es va iniciar, i ha participat en molts projectes artístics i culturals, tant locals com internacionals. El seu treball més conegut és illegal_cinema (2007-...), que s'ha presentat i desenvolupat a Belgrad, París, Istanbul, Bilbao, Zagreb, Stuttgart i Múnic. El seu treball artístic ha estat presentat internacionalment a festivals de cinema i exposicions de fotografia, instal·lacions i vídeo. També col·labora en obres de teatre i òpera contemporània com a videoartista.